# Leucodonta nipponica
Leucodonta nipponica är en fjärilsart som beskrevs av Matsumura 1934. Leucodonta nipponica ingår i släktet Leucodonta och familjen tandspinnare. Inga underarter finns listade i Catalogue of Life.